# Fontaine-sur-Somme

Fontaine-sur-Somme este o comună în departamentul Somme, Franța. În 1 ianuarie 2022 avea o populație de 505 de locuitori.